# Čechy (Olomouc)
Čechy (in tedesco Tschech) è un comune della Repubblica Ceca facente parte del distretto di Přerov, nella regione di Olomouc.